# غالاتاديس (بيلا)
غالاتاديس (Γαλατάδες) هي مدينة في بيلا في مقاطعة فوريا إلادا في اليونان.
يبلغ عدد سكانها حوالي 2472 نسمة.